# Enterprise 128

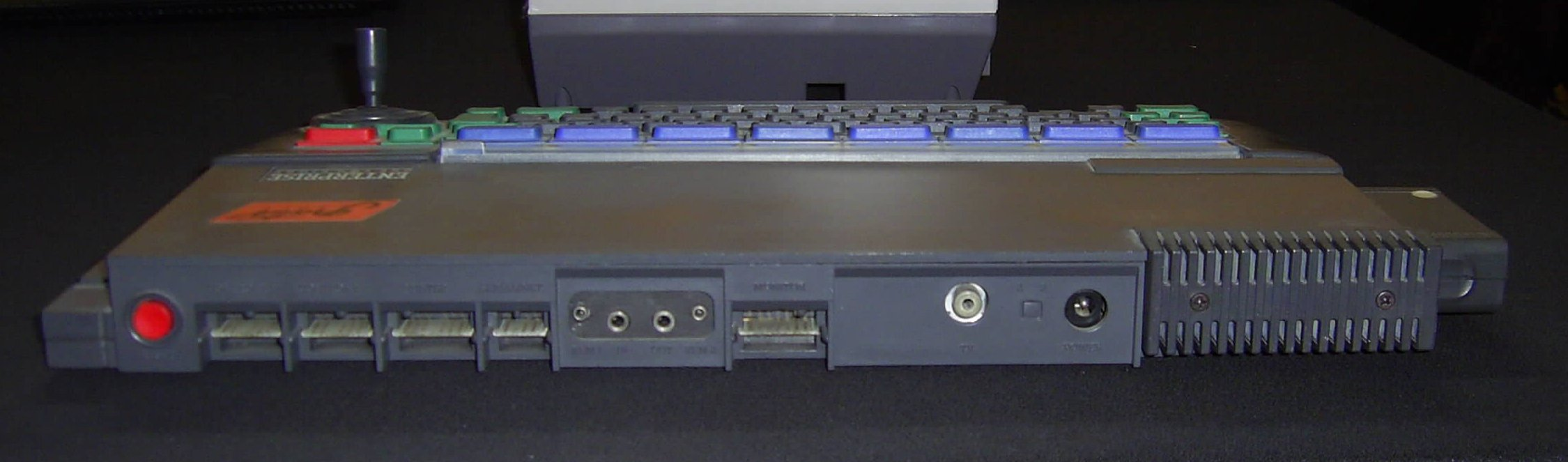
Enterprise 128 vista trasera.

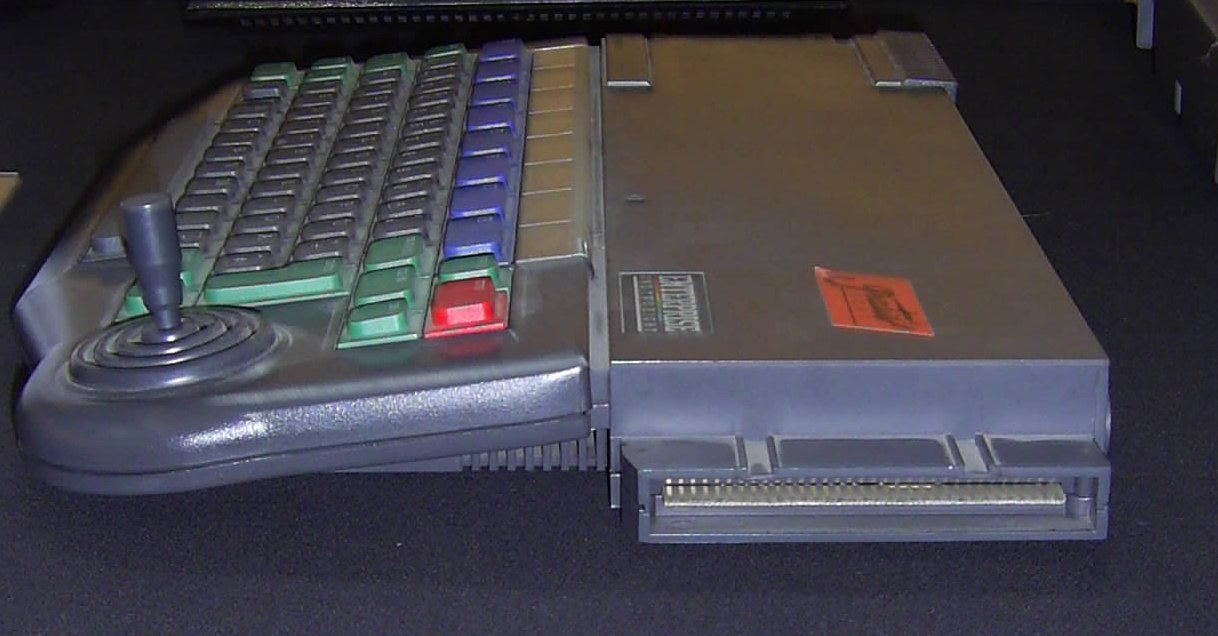
Enterprise 128 lateral derecho.

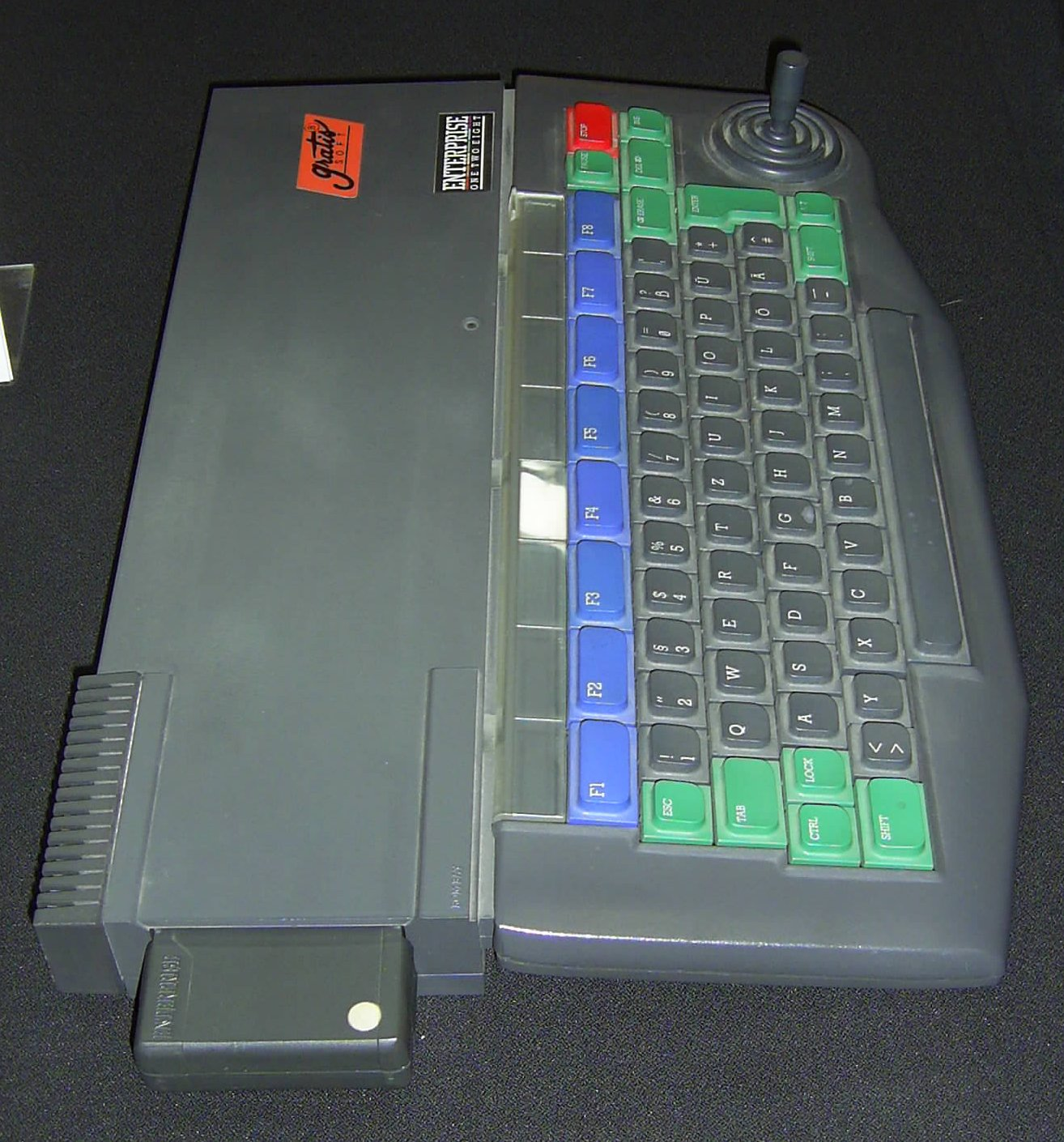
Enterprise 128 lateral izquierdo.

El Enterprise es un ordenador doméstico con una CPU Zilog Z80 a 4 MHz que se lanzó en 1985. Durante su desarrollo fue conocido como DPC, Samurai, Oscar, Elan y Flan, siendo finalmente llamado Enterprise. En Alemania se le conoce como el Mephisto PHC.

## Características técnicas

### Memoria
Existen dos variantes :
- Enterprise 64 con 64 KB de RAM
- Enterprise 128 con 128 Kb.

Mediante bancos de memoria puede ampliarse hasta los 4096 Kb de RAM. Los usuarios húngaros han diseñado para ello un adaptador de SIMMs.
Carece de VRAM, tomándola de la RAM en función de las necesidades gráficas. Así, el modo de mayor resolución sólo está disponible en un 128, el siguiente deja sólo 7 Kb libres para el BASIC.
Tiene 32 Kb de ROM que contienen el sistema operativo EXOS y un procesador de textos. Mediante cartuchos, puede ampliase a 64 Kb de ROM. El BASIC viene en un cartucho de 16 Kb (de ahí la errónea afirmación de adjudicarle 48 kb de ROM), lo que le permite soportar otros lenguajes y aplicaciones sin perder parte de la RAM en ello . Si no se tiene insertado ningún cartucho, se arranca el procesador de textos.

### Caja y teclado
La caja es inusualmente fina, con muchas curvas, de 40 x 27 x 2,5 cm, en plástico negro o gris oscuro. El teclado está codificado por colores y tiene un pequeño joystick en la esquina inferior derecha. En el lateral izquierdo está situado el slot de cartuchos y en la derecha el bus de ampliación. En la parte trasera tenemos dos puertos de joystick, un puerto paralelo Centronics, un puerto serie/Net y el puerto de monitor/sonido, todos ellos como borde de placa madre (para economizar gastos). Entre el serial y el de monitor tenemos un control remoto, las tomas IN y OUT del casete (esta última puede usarse para unos auriculares) y una segunda toma remota (para poder usar dos casetes a la vez, una para entrada de datos y la segunda para grabación, ambas controladas por soft). Tiene también salida de RF y la entrada de la alimentación externa.
El teclado es QWERTY estándar. Teclas de plástico, codificadas por color (teclas normales negro, especiales verde y las 8 de función azules). No del tipo máquina de escribir, pero tampoco tipo calculadora. Mecanismo de membrana. El Joystick integrado ocupa el lugar de las teclas de cursor (como en el Spectravideo SVI-318).

### Vídeo y Sonido
La pantalla está gobernada por el custom chip Nick. Tiene una resolución máxima de 672 x 256 pixels, o 672 x 512 en modo entrelazado. Tiene hasta 256 colores, y el chip puede manejar modos con 2, 3, 16 y 256 colores por línea (elegidos de la paleta de 256 colores). El borde puede ser cualquiera de los 256 colores. Los Modos pueden configurarse libremente en todos los aspectos (incluyendo esquemas de color y resolución), siempre que necesiten menos de 64 Kb de VRAM (Nick no puede direccionar más).
Nick puede manejar un juego de 64, 128 o 256 caracteres. Los caracteres tienen 8 píxeles de ancho; la altura es definible por el usuario en un rango de 1 a 256 scan-lines. A un razonable 8x8, esto permite una buena resolución de 84 x 32 (aunque el modo de texto usual es 84 x 28), o 84 x 64 en modo entrelazado. Una interesante propiedad es que el chip puede aceptar entradas externas (por ej., de un generador de sprites externo e independiente o de una cámara de TV).
El sonido es controlado por otro custom chip, llamado Dave, capaz de generar sonido estéreo con tres canales de sonido y uno de ruido blanco. El chip puede producir buenos efectos como distorsión, etc. 64 diferentes niveles de volumen.
El nombre de ambos chips se debe a dos de sus diseñadores, Nick Toop (que previamente había trabajado en el desarrollo del Acorn Atom, y Dave Woodfield).

### Soporte
El Enterprise tiene como soporte de almacenamiento nativos el cartucho ROM y la casete audio. Mediante un kit de ampliación del fabricante se le dota de una o dos unidades de disquete de 5¼ (el kit incluye el sistema operativo CP/M). Desarrollos de terceros, y especialmente de la comunidad de usuarios de Hungría le dan soporte hasta de unidades de 3½ y Alta Densidad, y hay en desarrollo una interfaz IDE. Las unidades de disco pueden leer los discos del IBM PC, Atari ST y MSX.

### Expansión
El Enterprise presenta un gran número de puertos (para lo entonces habitual), aunque para abaratar costes en lugar del conector estándar encontrabas un borde de placa madre (lo que obligaba a comprar el adaptador de joystick o de monitor). Estos eran :
- Puerto de impresora (Centronics 8 bit).
- Puerto serie RS-232/RS-423.
- Dos ports de joystick.
- Salida de monitor RGB + audio.
- Interfaz de cinta (incluye salida estéreo de sonido para auriculares).
- Salida de TV (modulador de RF).
- Puerto de expansión.
- Puerto de Cartuchos.

Por el puerto de expansión se pueden conectar numerosas ampliaciones, de las que podemos citar :
- Interfaz de disquete
- Emulador por Hard del Sinclair ZX Spectrum
- Interfaz IDE
- Interfaz Flash ROM
- Extensor del bus (de 3 a 5 conectores adicionales para poder usar varias tarjetas de expansión)
- Programador de EPROMs
- Interfaz EPROM/ SRAM
- Interfaz de ratón serial
- Interfaz de tarjetas ISA de PC

## Historia
En el momento de máxima expansión del mercado de Ordenadores domésticos en Inglaterra señalado por la aparición del Sinclair ZX Spectrum, Locumax una compañía de Hong Kong decidió participar en el nuevo mercado emergente. Para ello encargó a la compañía inglesa Intelligent Software el desarrollo de un ordenador personal. A la cabeza de Intelligent Software estaba David Levy, un jugador internacional de ajedrez, y uno de los productos estrella era el Cyrus Chess, célebre programa de ajedrez existente para varias plataformas (naturalmente, una de ellas el Enterprise).
Durante el desarrollo la máquina tenía el nombre en código DPC (siglas de Damp Proof Course en inglés). La idea era expulsar del mercado a los competidores potenciales. Por ello se trabajó en profundidad, lo que fue una de las causas del retraso en el lanzamiento. Se rumorea que los custom chips, en particular el de sonido, fueron otra de las causas. Finalmente se presenta en rueda de prensa en septiembre de 1983, pero no sale a la venta hasta abril de 1984, acumulando unas 80.000 preventas. Por desgracia, no ne comienzan a enviar hasta 1985, lo que daña irremisiblemente sus posibilidades comerciales. Por entonces ya había aparecido del Amstrad CPC 464, mucho menos poderoso pero que incluía un monitor, grabadora de casete y se vendía a un precio menor. De hecho el CPC presenta un esquema de color en sus teclas muy similar al del Enterprise, por lo que se cree que Alan Sugar, propietario de Amstrad, tomó la idea tras ver en prensa el prototipo del Enterprise.
Por otro lado, copiando a su vez la idea de Amstrad con Amsoft, se crea Entersoft, con el objetivo de asegurar una fuente de software a la máquina hasta que los desarrollos de terceros superaran el punto crítico. Pero el mercado inglés ya estaba volcado en el duelo CPC - Spectrum, con el Commodore 64 de eterno tercero y los Acorn BBC B y BBC Master como reyes indiscutibles del mercado educativo. Al objeto de ampliar las fuentes de software, se le dotará de la opción de emular parcialmente al Sinclair ZX Spectrum.
Tras del pedido inicial no se fabrican más unidades, lo que convierta al Enterprise en una de las más codiciadas joyas de la corona de cualquier coleccionista de RetroInformática. Al quebrar la compañía, se envían unas 20.000 unidades a Hungría, donde se forma una gran comunidad de usuarios.
Una segunda máquina, el PW360, desarrollada para competir directamente contra el Amstrad PCW 8256, nunca ve la luz debido a la quiebra de la compañía. Tenía una carcasa gris (sin el esquema de colores y las formas del Enterprise), unidad de disco de 3½ integrada, un procesador Zilog Z80B a 6 MHz y 360 Kb de RAM

## Lista incompleta de juegos
Lo que sigue es un listado parcial de juegos comerciales, indicando título y desarrollador. Todos ellos son juegos nativos para Enterprise, y no para su emulador de Sinclair ZX Spectrum:
- The Abyss - Entersoft
- Airwolf - Elite
- Alien Highway - Vortex
- Batman - Ocean Software
- Beach-Head - US Gold
- Beatcha - Romik Sofrware
- Bruce Lee - Datasoft
- Bumpy - Loriciels
- Catacomb - Entersoft
- Chains - Artificial
- Cyrus Chess - Inteligent Software
- Devil's Lair - Loriciels
- Five in a Row - Entersoft
- Happy Letters - Bourne Educational
- Happy Numbers - Bourne Educational
- Heathrow ATC - Hewson
- King Of the Castle - Entersoft
- Lands of Havoc - Entersoft
- Nodes of Yesod - Odin
- Orient Express - Entersoft
- Raid over Moscow - US Gold
- Spanish Gold - Chalksoft
- Starstrike 3D - Realtime Games
- Steve Davis Snooker
- Super Pipeline II - Taskset Ltd
- Wriggler - Romantic Robot